# Corydalis aurea
Corydalis aurea es una especie de planta medicinal y venenosa originaria de Norteamérica, especialmente de los Estados Unidos.

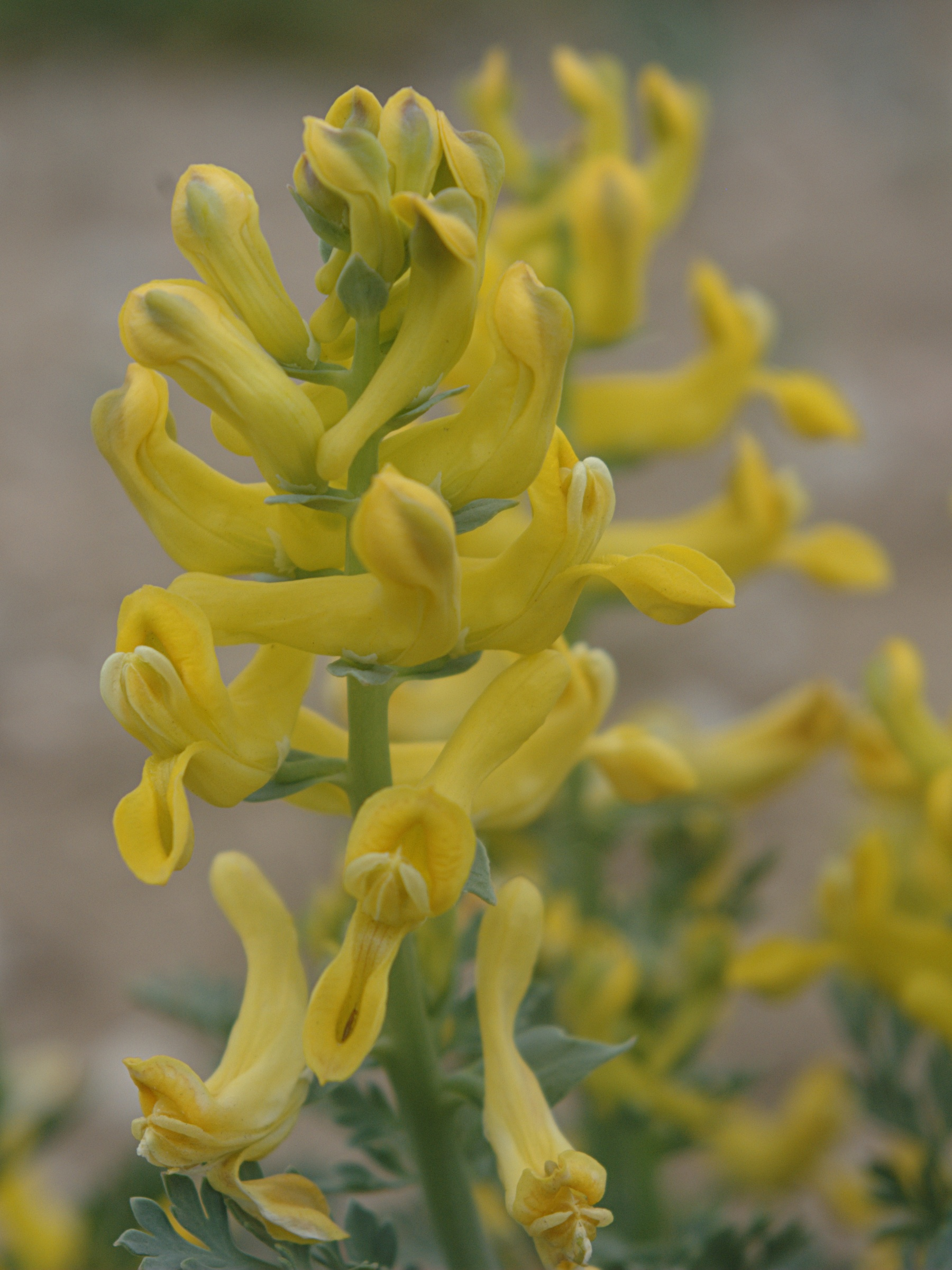
Inflorescencia

## Descripción
Es una hierba anual o bienal que alcanza una longitud máxima de cerca de 40 centímetros. Tiene varios tallos que a menudo son decumbentes, con hojas divididas en folíolos con forma ovalada o lóbulos en forma de diamantes. La inflorescencia es un racimo de hasta 30 flores, cada una en un corto pedicelo. La flor es de un centímetro de largo, de color amarillo. El fruto es una cápsula cilíndrica.

## Propiedades
Un té hecho de la planta se utiliza en el tratamiento de la menstruación dolorosa o irregular, diarrea, bronquitis, enfermedades del corazón, dolor de garganta y dolores de estómago. Externamente, se utiliza como una loción para los dolores de espalda, úlceras, etc. Se recomienda precaución en el uso de esta planta, por su toxicidad.

## Taxonomía
Corydalis aurea   fue descrita por Carl Ludwig Willdenow y publicado en Enumeratio Plantarum Horti Botanici Berolinensis,... 2: 740. 1809.
Etimología
Ver: Corydalis
aurea: epíteto latino que significa "dorada".
Sinonimia
- Capnoides aurea (Willd.) Kuntze
- Capnoides aurea var. occidentale Hitchc.
- Capnoides euchlamydea Wooton & Standl.
- Corydalis oregana Fedde
- Fumaria aurea Muhl. ex Willd.
- Fumaria flavula Raf.

subsp. aurea
- Capnodes aureum (Willd.) Kuntze
- Capnoides engelmannii (Fedde) Cockerell
- Capnoides macrorrhiza (Fedde) Cockerell
- Corydalis euchlamydea (Wooton & Standl.) Fedde
- Fumaria aurea Ker Gawl.
- Neckeria aurea Millsp.
- Odoptera aurea Raf.

subsp. occidentalis (Engelm. ex A.Gray) G.B.Ownbey
- Capnoides montana (Engelm.) Britton
- Capnoides pachylobum Greene ex Fedde
- Corydalis curvisiliqua subsp. occidentalis (Engelm. & A.Gray) W.A.Weber
- Corydalis montana Engelm. ex A.Gray
- Corydalis pachyloba Fedde
- Neckeria aurea var. occidentalis Rudb.[6]
- Capnoides aureum (Willd.) Kuntze,
- Corydalis washingtoniana'' Fedde[7]